# Suba-lyuk
A Suba-lyuk régészeti szempontból jelentős barlang. Azért híres a barlang, mert kitöltéséből neandervölgyi ember csontmaradványok kerültek elő. Magyarországon először ebben a barlangban találtak neandervölgyi embertől származó csontmaradványt. A Bükki Nemzeti Park területén helyezkedik el. Magyarország fokozottan védett barlangjai közül az egyik. Kedvelt kirándulóhely.

## Leírás
Cserépfalu szélén, Bükkzsérc közelében, a Hór-völgy déli szakaszán található. A Hór-völgy talpszintje és a Hór-patak felett, körülbelül 40 méterrel magasabban, 279 méter tengerszint feletti magasságban van a bejárata. A Bükk-vidék hegységi része itt találkozik az Egri-Bükkalja nevű dombvidékkel. Két helyen, a bejáratánál és a kijáratánál nyílik a felszínre.
A triász időszaki mészkőben kialakult, hatalmas, 7×7 méteres, ovális bejárattal nyíló, 50 méter hosszú, inaktív forrásbarlang emelkedő aljzata egy elágazáshoz vezet. Innen jobbra, a védőfalazat mögött látható az a hatalmas kürtő, amely az ásatás miatt tárult fel. A kürtő fala túlnyomó részt omladékból áll, ezért a falon átmászni életveszélyes. Az elágazás bal oldali ágában egy kijárathoz lehet jutni, amely korláttal védett. Innen remek kilátás nyílik a Hór-völgy bejárata felé. A vízszintes kiterjedése 30 méter.
A barlangban talált emberi csontmaradványokat neandervölgyi embernek azonosította a tudomány, azon belül is a kelet-európai neandervölgyi-leletekkel mutatnak rokonságot. Pontosan még nem lehet tudni, hogy mikor éltek, de nagyjából 71 000–61 000 éve, egy eljegesedés hidegebb periódusa alatt. Elsősorban vadászatból éltek, a fő zsákmányuk a barlangi medve, a vadló, a zerge, a nyúl, a mamut és a többi, pleisztocén állat. Az állatokat a vadászat helyszínén feldarabolták, a barlangba csak a kisebb csontokat és a húst hozták. Eszközeik egyszerű megmunkálásúak voltak, amelyeknek többségét néhány kilométeres körzetből szerezték be, de az obszidiánt a Zempléni-hegységből szerezték.
Rozsomákcsont a Suba-lyukon kívül eddig csak hét magyarországi barlangból került elő, a Király-kúti-zsombolyból, a Lengyel-barlangból, a Pes-kő-barlangból, a Pilisszántói-kőfülkéből, a Puskaporosi-kőfülkéből, a Remete-barlangból és a Remete-hegyi-kőfülkéből.
A Suba-lyuk nevét egy helyi betyár miatt kapta, akinek Suba Mihály (Suba Miska), vagy Suba Lukács volt a neve. 1932 és 1945 között a neve Mussolini-barlangra lett változtatva. Előfordul a barlang az irodalmában Hór-völgyi-barlang (Kordos 1984), Hórvölgyi-barlang (Bertalan, Schőnviszky 1976), Hórvölgyi barlang (Bertalan 1976), Kúthegyi 1. barlang, Mussolini barlang (Polgárdy 1941), Subalyuk (Révai 1938), Subalyuka (Fényes 1851), Subalyuk-barlang (Gábori 1977), Suba-lyuk Cave (Takácsné, Eszterhás, Juhász, Kraus 1989) és Subalyuk Cave (Ringer 1989) neveken is. A 2002-ben kiadott és Baráz Csaba által szerkesztett könyv 137. oldalán említve van egy Hór-völgyi-barlang nevű üreg, amely megsemmisült.

## Kutatástörténet
Fényes Elek 1851-ben megjelent könyvében azt írta, hogy a Perpáci-sziklaodúnál nagyobb üreg, kősziklában található és egy juhnyáj elfér benne. 1932-ben Dancza János vezetésével ásatások kezdődtek és ebben az évben egy 25–35 éves nő, valamint egy három év körüli gyermek csontjait találták meg. Az előkerült maradványok csak töredékek. Az ősembermaradványok előkerülése után a Kadić Ottokár által folytatott feltárás 18 réteget különített el. A felfedezés elsőbbsége sokáig vitatott volt a leletet megtaláló Dancza János és a leletet tudományosan feldolgozó Kadić Ottokár között. A Természetbarát 1938. évi 5–6. számában szó van arról, hogy a természetbarátok között és a teljes országban is ismert a Dancza János által a Subalyukban (Bükk hegység) talált híres lelet: a Homo primigenius.
Az 1941-ben publikált Magyar turista lexikonban külön szócikke van a barlangnak. A kiadványban az van írva, hogy a Mussolini barlang (Subalyuk) a Bükk hegységben, Cserépfalu határában, a Hór-völgyben helyezkedik el. Először Dancza János (egri barlangkutató turista) végzett ásatásokat a barlangban, majd 1932-ben Kadić Ottokár vizsgálta meg részletesen a barlangot. Az ásatások során Homo primigenius maradványok (egy őskori csecsemő tejfogakkal teli állkapcsa) és az ősember kőszerszámai kerültek elő. A Homo primigenius a Magyarországon talált első ősember. A leletek nemcsak a Bükk hegység, hanem egész Magyarország egyik legnevezetesebb barlangjává tették a barlangot.

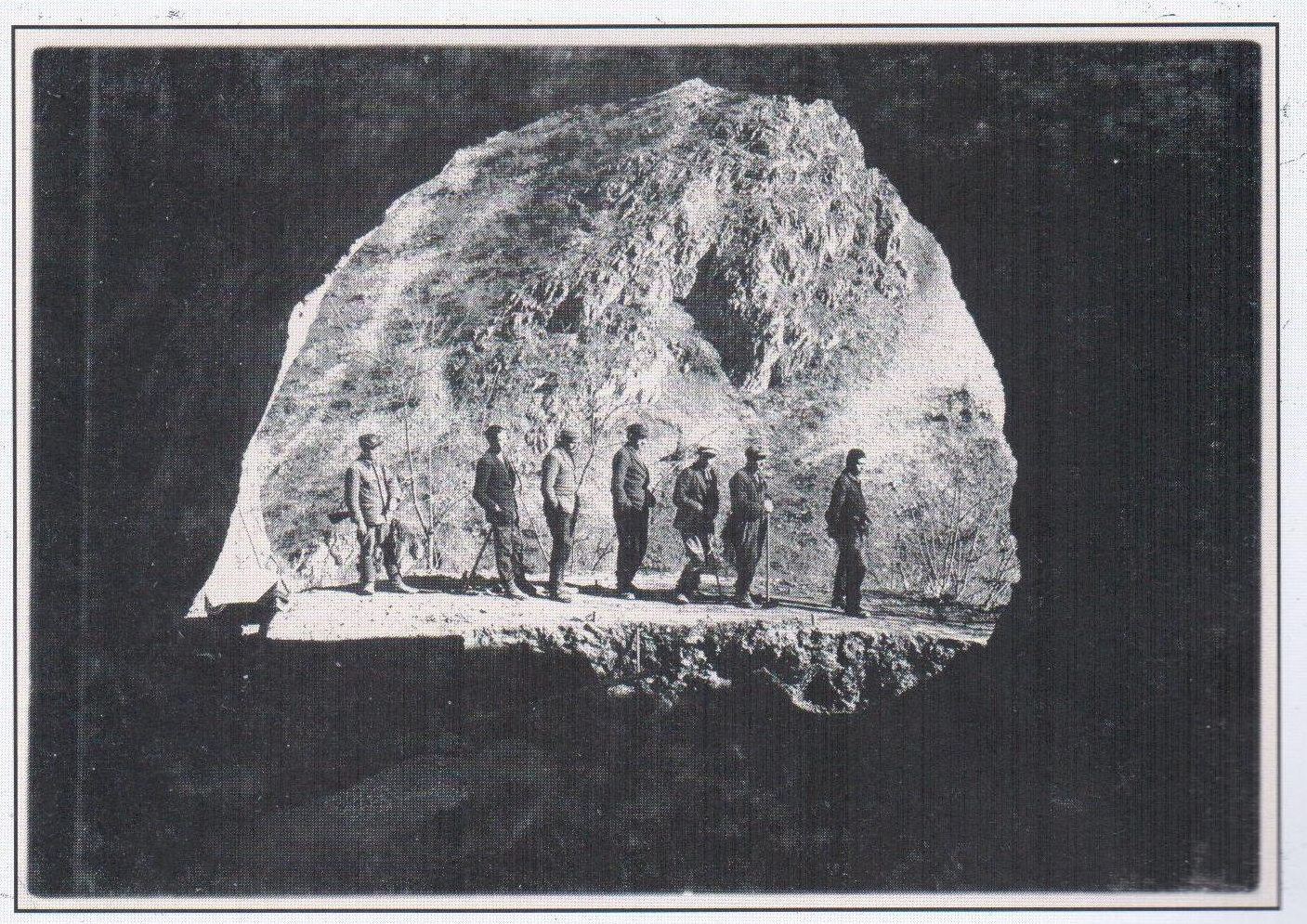
A Suba-lyuk bejárata belülről kifelé fényképezve, háttérben a Perpác Ny-i oldala

Az Országjárás 1942. évi évfolyamában meg lett említve, hogy a cserépfalui barlang a Bükk hegység egyik nevezetes barlangja. Az 1942-ben kiadott, Budapest története című könyv Tompa Ferenc által írt fejezetében szó van arról, hogyha légvonalban összekötjük a moustérien leletekben gazdag Korponát az emberi csontmaradványokat is tartalmazó subalyuki Mussolini-barlanggal (Bükk hegységi lelőhely), akkor megállapítható, hogy Buda és környéke pontosan ezen, a két lelőhelyet összekötő vonalon fekszik.
Az 1968. évi Karszt és Barlangban publikálva lett, hogy Vértes László 1951-ben a Magyar Nemzeti Múzeum Őskőkori Gyűjteményének lett a vezetője és ezután korszerű módszerekkel új ásatásokat irányított a klasszikus paleolitos lelőhelyeken, pl. a Subalyukban. 1976-ban vált országos jelentőségű barlanggá az 5300-as (Bükk) barlangkataszteri területen lévő, cserépfalui Suba-lyuk. Az 1976-ban kiadott, Bertalan Károly és Schőnviszky László által összeállított Magyar barlangtani bibliográfia barlangnévmutatójában meg van említve a Bükk hegységben lévő barlang Suba-lyuk néven Mussolini-barlang és Hórvölgyi-barlang névváltozatokkal. A barlangnévmutatóban fel van sorolva 132 irodalmi mű, amelyek foglalkoznak a barlanggal.
Az 1976-ban befejezett, Magyarország barlangleltára című kéziratban az olvasható, hogy a Bükk hegységben, Cserépfalun lévő Suba-lyuk további nevei Hórvölgyi barlang és Mussolini barlang. A Hór-völgy Ny-i oldalában, 270 m tszf. magasságban van egy tág bejárata és egy kisebb bejárata. A barlang végén felszakadt kürtő látható. A barlang régi forrásbarlang roncsa, kb. 36 m hosszú és 22 m mély. Idegenforgalmi hasznosítása van. Ősemberi vázcsontok és a moustieri kultúra első magyarországi lelőhelye. A kézirat barlangra vonatkozó része 2 irodalmi mű alapján van írva. Az 1976-ban összeállított, országos jelentőségű barlangok listájában lévő barlangnevek pontosítása után, 1977. május 30-án összeállított országos jelentőségű barlangok listáján rajta van a Bükk hegységben, Cserépfalun található barlang Suba-lyuk néven.

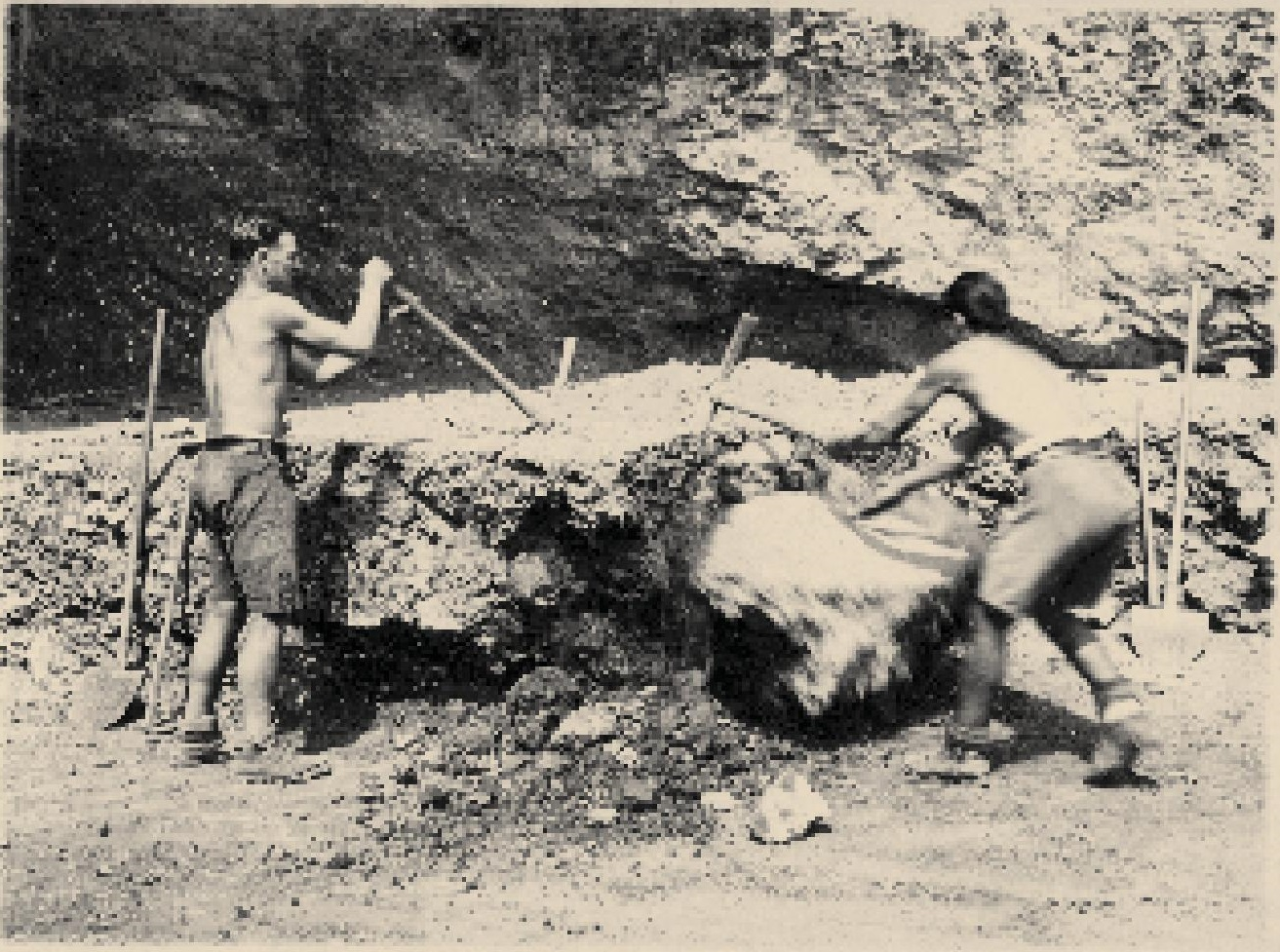
Munka a Suba-lyukban

Az 1977. évi Karszt és Barlangban lévő, Jánossy Dénes által írt áttekintésben szó van arról, hogy az Upponyi I-es kőfülke és a Hór-völgyi-barlang voltak azok a barlangok, amelyek a középső pleisztocén legkevésbé ismert szakaszainak faunáit adták. A már régen ismert, kiaknázott Suba-lyuk és Istállós-kői-barlang kitöltésanyagainak új vizsgálata bizonyította, hogy nagy távlatok vannak a modern ásatási módszerek alkalmazásában. A régi ásatásokkor gyűjtött fajok többszöröse lett meghatározva mindkét helyen. A publikációban van egy Magyarország térkép, amelyen azoknak a Magyarországon lévő barlangoknak a földrajzi elhelyezkedése figyelhető meg, amelyek őslénytani leleteik miatt ismertek. A térképen látható az Északi-középhegység lelőhelyei közé sorolt Hór-völgyi-barlang és a Subalyuk földrajzi elhelyezkedése. A folyóirat 1977. évi különszámába bekerült az áttekintés angol nyelvű változata. Ebben a tanulmányban is közölve lett a térkép, amelyen Hórvölgy Cave és Subalyuk Cave a barlangok neve.
Az 1977. évi Karszt és Barlangban lévő, Gábori Miklós által írt összefoglalásban közölve lett, hogy a Subalyuk-barlang ipara a moustérien. A lelőhelyen két kultúrréteg van, amelyek között jelentős vastagságú rétegképződés történt, de összefüggő fejlődést mutat iparuk. Az alsó kultúrréteg a Riss–Würm-interglaciális végére, valamint a korai Würm kezdetére, a felső pedig a Würm 1. maximumának közelébe datálható közép-európai értelemben. Probléma, hogy a Subalyuk és a hozzá kapcsolható kis üregek ipara csak néhány száz eszközből áll, ami a kultúra jól meghatározható időtartamával nincs arányban. A tanulmányban van egy Magyarország térkép, amelyen a Magyarországon lévő, régészetileg kutatott barlangok földrajzi elhelyezkedése figyelhető meg. A térképen látható a Bükk hegység lelőhelyei közé sorolt Subalyuk földrajzi elhelyezkedése. A folyóirat 1977. évi különszámába bekerült az összefoglalás angol nyelvű változata. Ebben a tanulmányban is közölve lett a térkép, amelyen Subalyuk Cave a barlang neve.

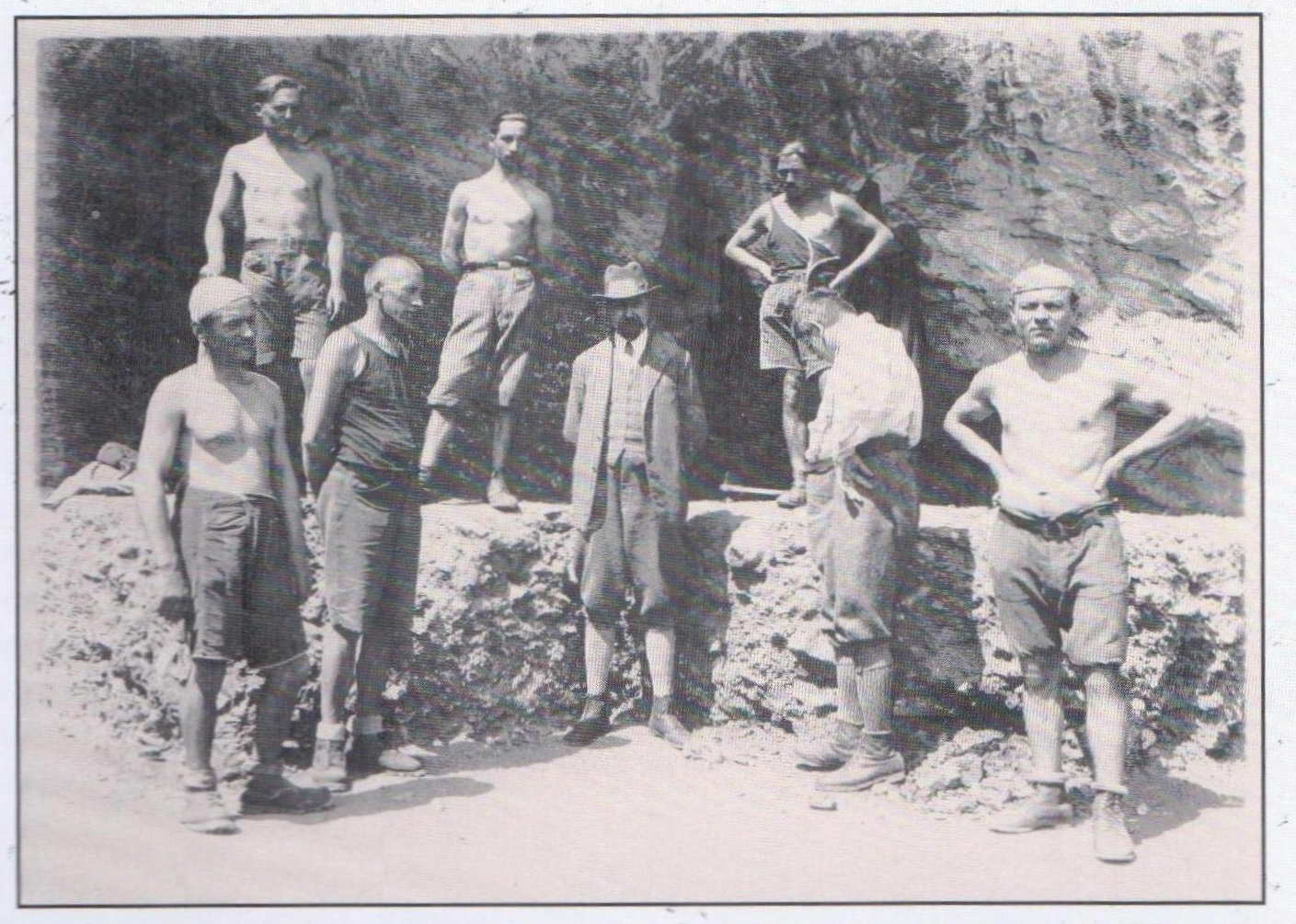
Kadić Ottokárt fogadják első látogatásakor a Suba-lyuknál (1932. május 2.)

Az 1979-ben napvilágot látott, Barlangok a Bükkben című könyvben szó van arról, hogy a Kút-hegyi-sziklaüregtől D-re helyezkedik el az egyik leghíresebb magyar barlang, a Suba-lyuk. Egyetlen, hosszúkás termének vége a felszínre felszakadt. Az ásatásokkor a kőeszközök mellett innen került elő Magyarország első ősemberi lelete, női csontvázdarabok és egy gyermekkoponya képében. A könyvhöz mellékelt, a Bükk hegység barlangokban leggazdagabb területét bemutató térképen látható a 72-es számmal jelölt barlang földrajzi elhelyezkedése. Az 1980. évi Karszt és Barlang 1. félévi számában publikálva lett, hogy a kiemelt jelentőségű Suba-lyuk az 5300-as barlangkataszteri területen (Bükk hegység) helyezkedik el. A barlangnak 5382/1. a barlangkataszteri száma. Az MKBT Dokumentációs Bizottsága a helyszínen el fogja helyezni, a többi kiemelt jelentőségű barlanghoz hasonlóan, a barlang fémlapba ütött barlangkataszteri számát. A barlangkataszteri szám beütéséhez alapul szolgáló fémlap ugyanolyan lesz mint a többi kiemelt jelentőségű barlang fémlapja.
1982. július 1-től az Országos Környezet- és Természetvédelmi Hivatal elnökének 1/1982. (III. 15.) OKTH számú rendelkezése (1. §. és 3. §., illetve 5. sz. melléklet) értelmében a Bükk hegységben lévő Suba-lyuk fokozottan védett barlang. Az 1982. szeptember–októberi MKBT Műsorfüzetben meg van említve, hogy a Bükk hegységben található Suba-lyuk fokozottan védett barlang. A felsorolásban a barlangnevek az MKBT által jóváhagyott és használt helyesírás szerint, javított formában lettek közölve.

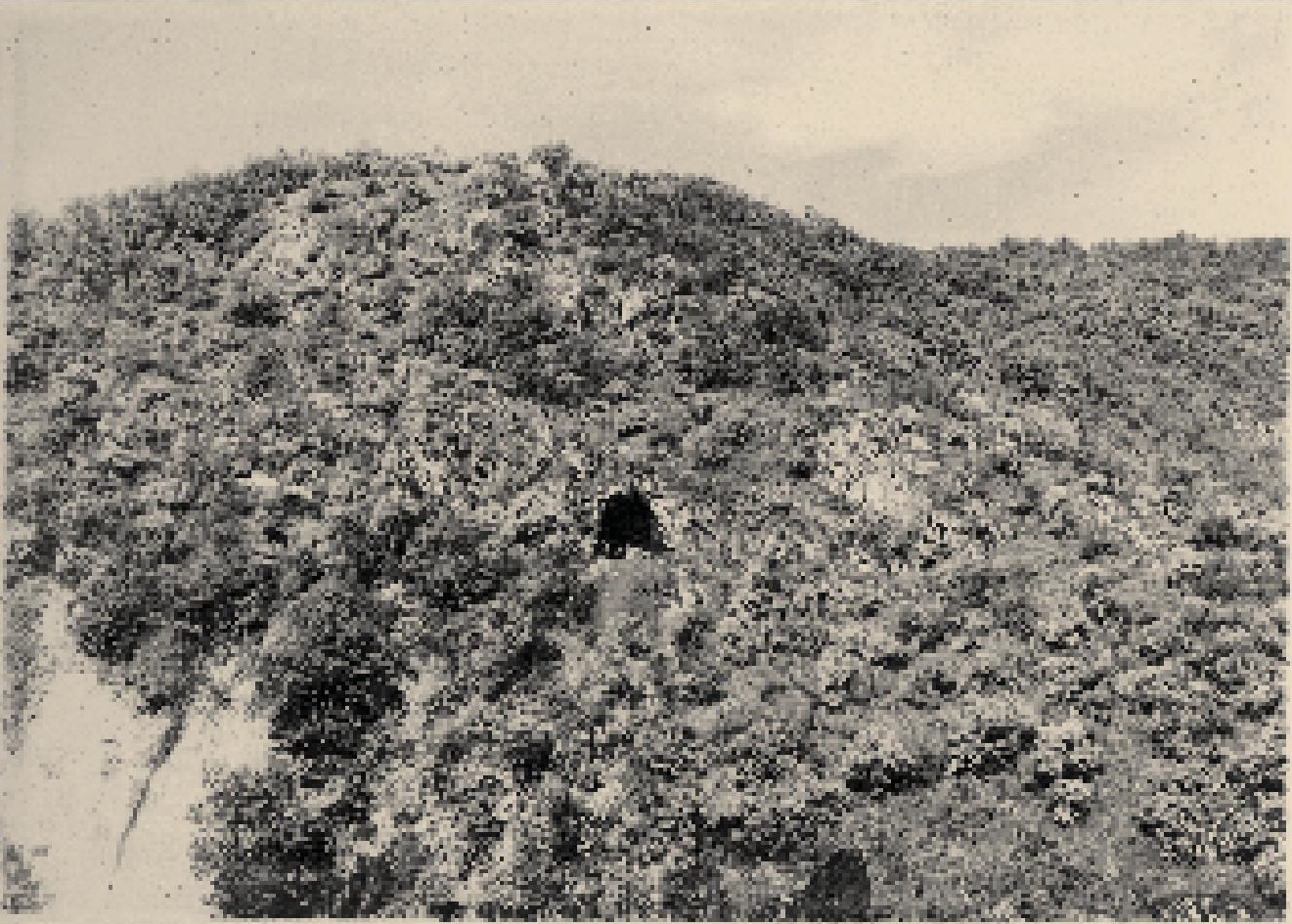
A Suba-lyuk bejárata a völgy túlsó oldaláról, a Perpácról

Az 1984-ben megjelent, Magyarország barlangjai című könyvben van egy Magyarország térkép, amelyen azoknak a Magyarországon lévő barlangoknak a földrajzi elhelyezkedése figyelhető meg, amelyek őslénytani leleteik miatt legismertebbek. A térképen látható a Hór-völgyi-barlang és a Suba-lyuk földrajzi elhelyezkedése. A kiadványban van egy Magyarország térkép, amelyen a Magyarországon lévő, régészetileg kutatott jelentősebb barlangok földrajzi elhelyezkedése figyelhető meg. A térképen látható a Suba-lyuk földrajzi elhelyezkedése. Az országos barlanglistában szerepel a Bükk hegységben lévő barlang Suba-lyuk néven Hórvölgyi-barlang és Mussolini-barlang névváltozatokkal. A listához kapcsolódóan látható az Aggteleki-karszt és a Bükk hegység barlangjainak földrajzi elhelyezkedését bemutató 1:500 000-es méretarányú térképen a barlang földrajzi elhelyezkedése.
Az 1989. évi Karszt és Barlangban található, Ringer Árpád által írt tanulmány szerint 1932-ben került elő a barlangból a régen hiányzó meleg és hideg moustérien, méghozzá 14 rétegből álló és egymásra települő folyamatos rétegösszletben. Mottl Mária a Suba-lyuk monográfiában átfogó kronosztratigráfiai szintézis-táblázatot jelentetett meg az addig ismert magyarországi pleisztocén felosztásáról, Hollendonner Ferenc paleobotanikai adatait felhasználva. Mottl Mária szerint a koraglaciális alemelet tulajdonképpen a Riss–Würm interglaciálissal zárul, amit a Suba-lyuk alsó, hochmoustérien (1–3. réteg) és részben a felső spätmoustérien egy részének rétegei (7–10. réteg) képviselnek.

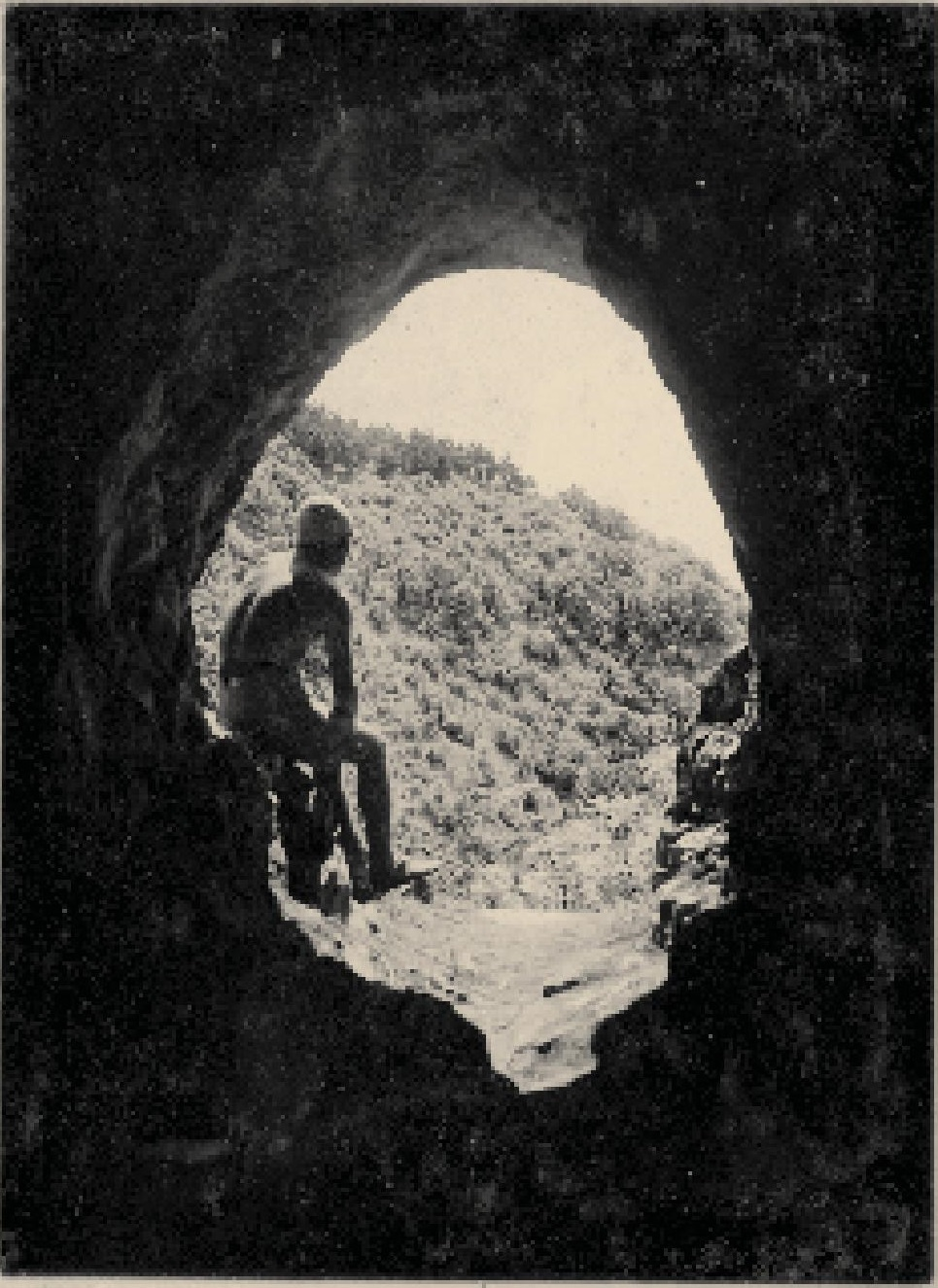
Kitekintés a Suba-lyuk felső bejáratából

A barlang spätmoustérienjének 11–14. rétege alapján elkülönített egy átmeneti lehűlési szakaszt az alemelet végén. Ringer Árpád tanulmányaiban a barlang két moustérien iparának a moustérien typique riche en racloirs à débitage levallois, valamint a charentien de Bükk elnevezéseket javasolta. A dolgozatban közölve lett egy ábra, amelyen megfigyelhető Északkelet-Magyarország felső pleisztocén kronosztratigráfiája és a táblázat egyik egysége a Suba-lyuk barlangi üledékösszlete. A publikációban van egy térkép, amelyen a régészeti leletek miatt ismert jelentősebb magyarországi barlangok földrajzi elhelyezkedése figyelhető meg. A térképen látható a Suba-lyuk földrajzi elhelyezkedése. A folyóirat 1989. évi különszámában napvilágot látott ennek a tanulmánynak az angol nyelvű változata. Ebben a tanulmányban is közölve lett a térkép, amelyen Subalyuk Cave a barlang neve.
Az 1989. évi Karszt és Barlangban lévő, Magyarország barlangjai című összeállításban szó van arról, hogy az 1900-as évek elején kezdődött el a Bükk hegység barlangjainak kutatása a fosszilis nagy forrásszájak régészeti ásatásával. Ezeknek a tág bejáratú, általában egyetlen hatalmas bejárati csarnokból álló üregeknek majdnem mindegyike szolgáltatott több-kevesebb őskőkorszaki leletanyagot. Közülük az egyik legismertebb a Déli-Bükkben, Cserépfalu szélén nyíló Suba-lyuk. A barlangban, a moustérien kultúra leletein kívül, koponyamaradványokat is találtak. A publikációban lévő 3. ábrán (Bükk hegység térkép) be van mutatva a barlang földrajzi elhelyezkedése. A folyóirat 1989. évi különszámában napvilágot látott ennek az utóbbi tanulmánynak az angol nyelvű változata (The caves of Hungary). Ebben a tanulmányban Suba-lyuk Cave (Suba-lyuk) a barlang neve.
Az 1995–1996. évi Karszt és Barlangban meg van említve, hogy Ringer Árpád Északkelet-Magyarország felsőpleisztocén kronosztratigráfiájáról szóló munkájában különös hangsúllyal szerepel néhány bükki barlang, pl. a Suba-lyuk kronosztratigráfiai feldolgozása. 2001. május 17-től a környezetvédelmi miniszter 13/2001. (V. 9.) KöM rendeletének értelmében a Bükk hegység területén lévő Suba-lyuk fokozottan védett barlang. Egyidejűleg a fokozottan védett barlangok körének megállapításáról szóló 1/1982. (III. 15.) OKTH rendelkezés hatályát veszti. A 2003-ban kiadott Magyarország fokozottan védett barlangjai című könyvben az olvasható, hogy 279 méter tengerszint feletti magasságban nyílik, 50 méter hosszú, 22 méter függőleges kiterjedésű és 30 méter vízszintes kiterjedésű.
A 2005-ben napvilágot látott, Magyar hegyisport és turista enciklopédia című kiadványban önálló szócikke van a barlangnak. A szócikk szerint a Suba-lyuk (Mussolini-barlang) a Bükk hegységben található és fokozottan védett természeti érték. Cserépfalu határában, 279 m tengerszint feletti magasságban, a Hór-völgy talpszintje felett 40 m-re van az íves, 7×7 m-es bejárata. Suba Lukács vagy Suba Mihály betyárról lett elnevezve. Már ezen a néven említette Fényes Elek 1851-ben. 1932 és 1945 között Mussolini-barlangra változtatták nevét. Az 50 m hosszú, egyetlen nagy csarnokból álló inaktív forrásbarlang triász mészkőben keletkezett és két helyen is a felszínre lyukad. 1932-ben került elő kitöltéséből a Magyarországon talált első neandervölgyi ősemberlelet, kőeszközök és jégkorszaki állatok csontjai mellett. A leletet megtaláló Dancza János és a leletet tudományosan feldolgozó Kadić Ottokár között sokáig vitatott volt a felfedezés elsőbbsége. Dancza János szócikkében meg van említve, hogy Dancza János volt a suba-lyuki ősember megtalálója. 1932-ben ásatást kezdett ínségpénzből a Suba-lyukban, amelynek az lett az eredménye, hogy Magyarországon itt lett megtalálva először a neandervölgyi ember csontmaradványa. A Természetbarátok Turista Egyesületének barlangkutatói kutatták és kezelték a Bükk hegységben lévő Suba-lyukat és a Mussolini-barlangot.
2005. szeptember 1-től a környezetvédelmi és vízügyi miniszter 23/2005. (VIII. 31.) KvVM rendelete szerint a Bükk hegységben lévő Suba-lyuk fokozottan védett barlang. 2013. augusztus 12-től a belügyminiszter 43/2013. (VIII. 9.) BM rendelete szerint a Borsod-Abaúj-Zemplén megyei, cserépfalui, 5382-1 barlangkataszteri számú és 16869 lelőhely-azonosítójú Suba-lyuk régészeti szempontból jelentős barlangnak minősül. A 2013-ban publikált és Varga Gábor által írt tanulmányban van egy olyan színes fénykép, amelyen a barlang bejárata látható. A fényképet Egri Csaba készítette. A 2012–2014. évi Karszt és Barlangban közölve lett, hogy az idegenforgalmi célra hasznosított Suba-lyukat 2012-ben senki sem, 2013-ban 28 fő, 2014-ben senki sem látogatta meg. 2015. november 3-tól a földművelésügyi miniszter 66/2015. (X. 26.) FM rendelete szerint a Suba-lyuk (Bükk hegység) fokozottan védett barlang.

## További irodalom
- Gábori Miklós – Gáboriné Csánk Vera: A magyar középső paleolitikum ökológiája. Földrajzi Közlemények, 1977. (101. köt.) 183–187. old.
- Kadić Ottokár: A jégkor embere Magyarországon. Az összes magyarországi leletek összefoglaló ismertetése. Der Mensch zur Eiszeit in Ungarn. Zusammenfassende darstellung sämtlicher funde des eiszeitlichen menschen in Ungarn. A Magyar Királyi Földtani Intézet Évkönyve, 1934. (30. köt.) 1. füz. 1–147. oldal
- Kadić Ottokár: Jelentés az 1932–1934. években végzett barlangkutatásaim eredményéről. A Magyar Királyi Földtani Intézet Évi Jelentései az 1933–35. évekről. 1940. (4. köt.) Függelék. 1949–1954. old. (Német nyelven 1959–1970. old.)
- Mester Zsolt: Bükki paleolitikus barlangi lelőhelyek régészeti revíziója: három esettanulmány. A Herman Ottó Múzeum Évkönyve, 2001. (40.) 21., 24–28. old.
- Mester Zsolt: Újabb megfontolások a suba-lyuki neandervölgyi temetkezés kérdéséhez. In: Ilon Gábor szerk.: MΩMOΣ III. – Őskoros Kutatók III. Összejövetelének konferenciakötete – Halottkultusz és temetkezés. Szombathely, 2004. 309–321. old.
- Mottl Mária: Jelentés az 1932–35. évi barlangkutatásról és az ősgerinces-osztály működéséről. A Magyar Királyi Földtani Intézet Évi Jelentései az 1933–35. évekről. 1940. (4. köt.) 1899–1901., 1903., 1904., 1907., 1912., 1919., 1922., 1924. oldalak és egy ábra (Német nyelven 1925–1939. old.)
- Mottl Mária: Jelentés az 1936/38. évi ásatások eredményéről és az ősgerinces osztály működéséről. A Magyar Állami Földtani Intézet Évi Jelentései az 1936–1938. évekről. 1945. (4. köt.) 1520., 1522., 1526., 1527., 1527–1528., 1531., 1532., 1533., 1533–1534., 1538–1540., 1545., 1549., 1550., 1551. old. (Német nyelven 1553–1585. old.)